# 1974年の映画
1974年の映画（1974ねんのえいが）では、1974年（昭和49年）の映画分野の動向についてまとめる。
1973年の映画 - 1974年の映画 - 1975年の映画

## 出来事

### 世界
- 米国、カンフー映画、オカルト映画、パニック映画流行[1]。
- 米国、ロバート・レッドフォードがマネー・メイキング・スターのトップとなる（1976年まで）[2][注 1]。
- 6月11日 - 第20回アジア映画祭が台北で11日から15日まで開催、日本映画が4年ぶりに上映される[3]。
- 6月26日 - フランス、『エマニエル夫人』（ジュスト・ジャカン監督）公開[4]、ヒット[1]。
- 10月16日 - 初の日ソ合作映画『モスクワわが愛』（監督：吉田憲二、アレクサンダー・ミッタ）のソ連邦における公開のため、東宝副社長・藤本眞澄、女優・栗原小巻ほか一行訪ソ[5]。
- 11月13日 - イタリア、ヴィットリオ・デ・シーカ監督死去[1][6]。
- 12月5日 - イタリア、ピエトロ・ジェルミ監督死去[1][7]。
- 月日不詳
  - フランス、映画検閲が廃止され、ポルノ製作増える[1]。

### 日本
- 1月
  - 部落解放同盟が今井正監督『橋のない川 第二部』の貸出しを妨害[8]。今井正監督を差別主義者とする糾弾が始まる[8]。
  - 1月6日 - 東宝、『日本沈没』の大ヒットにより、東京、関西、中部地区、元旦より5日間で、前年比動員3倍、興収4倍と高稼動、上映全劇場で従来の記録を大幅更新[9]。この映画に続けと、〔邦画界では〕SF映画大作が作られるがヒット映画は生れなかった[8]。
  - 1月7日 - 石油、電力節減で民放テレビの深夜放送自粛開始、16日からはNHKテレビ総合・教育が23時での放送打切開始[9][10]。
  - 1月15日 - 『仁義なき戦い 頂上作戦』（深作欣二監督） / 『女番長 タイマン勝負』（関本郁夫監督）封切、ヒット[11]。
- 2月
  - エキプ・ド・シネマ発足、岩波ホールで『大樹のうた』（インド、1958年）を上映[8]。川喜多かしこと高野悦子が始めた「エキプ・ド・シネマ」とは、大手配給会社では公開されずに埋もれている世界中の優れた映画を上映する運動[9]。
  - 松竹、14年ぶりに復配[8]。
  - 2月2日
    - 東宝、東京・有楽座、大阪・北野劇場で1月26日から先行ロードショーの『華麗なる一族』（山本薩夫監督）が連日満員[10][9]。
    - 東映カラテ映画第一作、『激突! 殺人拳』（小沢茂弘監督） / 『忘八武士道 さ無頼』（原田隆司監督）[12]封切、空手ブームに乗って好成績[11]。

  - 2月28日 - MGM日本支社は、本社が映画事業から撤退したため閉鎖[8][10]、全従業員解雇[8]。配給はCICに委託[8]。
- 3月
  - 日活、ロマンポルノ路線後初の一般映画『赤ちょうちん』（藤田敏八監督）公開[13]。
  - 3月25日 - ジョン・ウェイン来日[10]。
- 4月
  - 4月1日 - 日活が売却した日活撮影所の約半分を電気通信共済会〔現・NTTグループの共済会〕側より買い戻す調停裁判で、日活側が和解案を提示[9]。8月、共済会側から全面返還の意向表示[14]。1977年10月、日活が32億7200万円を現金一括で支払うことで正式和解[15]。
  - 4月11日 - ゼネストに伴う交通機関のストライキ実施、劇場の営業に支障出る[9]。
  - 4月20日 - 新宿・浅草両東映名画座、日活封切り館となり、名称も新宿・浅草日活劇場に変更[11]。
  - 4月24日 - 徳間書店により大映映画設立、徳間康快が社長に就任[9]。
  - 4月27日 - 『山口組外伝 九州進攻作戦』（山下耕作監督） / 『殺人拳2』（小沢茂弘監督）封切、ロングランヒット[11]。
- 5月
  - 5月8日 - 外配協（外国映画輸入配給協会）、映団連から要請のあった外画（洋画）のテレビ放映を邦画と同じ公開後3年とする自主規制を米メジャーに伝達[9]。
  - 5月13日 - 東宝スタジオ第7ステージの特撮シーン撮影中に出火し、ステージは全焼したが、人的被害はなし[9]。第7ステージは2003年まで欠番[9]。
- 6月
  - 6月1日 - 興行場ほかにスプリンクラー、屋外消火栓設備の設置をうたった改正消防法公布[9]。
  - 6月9日 - 東映東京撮影所・東映京都撮影所、「第1回日用不用品交換会」・「第1回生活用品大バーゲンセール」をそれぞれ開催、盛況[11]。
  - 6月15日 - 映画館入場者数減少の中、高額入場料金1000円興行第1弾『スティング』（ジョージ・ロイ・ヒル監督）公開、ヒット[9]。
  - 6月29日 - 『仁義なき戦い 完結篇』（深作欣二監督） / 『極悪拳法』（小沢茂弘監督）[16]封切、ヒット[11]。
- 7月
  - 7月3日 - 国税庁、昭和48年度入場税白書を発表、入場者数1億8500万人・興行収入約926億8000万円・平均入場料金500円[3]。
  - 7月13日 - 『エクソシスト』（ウィリアム・フリードキン監督）公開[17]、配給収入30億円に迫る大ヒット[1]。
  - 7月21日 - 映画・テレビ事業者懇談会開催[9]。映画とテレビとの共存、洋画テレビ放映の年度的時期など協議[9]。
- 8月
  - 8月10日 - 『三代目襲名』（小沢茂弘監督） / 『直撃! 地獄拳』（石井輝男監督）封切、ヒット[11]。
  - 8月12日 - 東宝、社長・松岡辰郎（69歳）死去[3][8][18]。22日、新社長に清水雅就任[3][8]。
- 9月
  - 9月1日 - 生まれ変わった大映映画営業開始[9]。
  - 9月2日 - 東宝、映画『日本沈没』の収益から社会還元活動として、救急車（東宝号）、災害救助装備品、その他を関係庁、署に寄贈[9]。
  - 9月11日 - 前年12月より各テレビ局が実施してきた深夜放送時間制限を撤廃し、民放各社は自主放送時間を申し合せ[3]。
  - 9月21日 - 映画監督・山本嘉次郎（72歳）死去[3]。10月1日、東宝スタジオで友人葬[9]。
- 10月
  - 10月19日 - 『砂の器』（野村芳太郎監督）公開[19]、ヒット[1]。
- 11月
  - 11月1日 - 松竹、外配協（外国映画輸入配給協会）に加盟[9]。
  - 11月6日 - ユニバーサル映画『大地震』（マーク・ロブソン監督）、東京・有楽座で「センサラウンド方式」（映写とともに場内に振動が起こる）のテスト上映を実施し、大反響となる[20]。
  - 11月14日 - 元日活社長・堀久作（74歳）死去[3]。
  - 11月26日 - 東映、『あゝ決戦航空隊』の共通利用券に関して山口組との癒着を問われ、商品券取締法違反で兵庫県警察による捜索を受ける[11][8]。27日、岡田茂社長が記者会見を行い、共通利用券問題に関する統一見解と「山口組三代目」シリーズの製作中止を発表[11][8]。
- 12月
  - 12月28日
    - 山口百恵・三浦友和コンビの第1作『伊豆の踊子』が公開[3]。ゴールデンコンビのシリーズは1980年12月公開の山口百恵引退作品『古都』まで全12作品[20][注 2]。
    - 『新仁義なき戦い』（深作欣二監督） / 『直撃地獄拳 大逆転』（石井輝男監督）封切、ヒット[11]。

## 日本の映画興行
- 入場料金（大人）
  - 950円[21]
  - 映画館・映画別
    - 950円（松竹、正月映画『男はつらいよ 私の寅さん』）[22]
    - 1,000円（松竹、8月公開『男はつらいよ 寅次郎恋やつれ』）[23]
    - 900円（有楽座、正月映画『シンジケート』）[24]
    - 800円（丸の内ピカデリー、正月映画『ジーザス・クライスト・スーパースター』）[25]
    - 900円（渋谷パンテオン、正月映画『アマゾネス』）[26]

  - 902円（統計局『小売物価統計調査（動向編） 調査結果』[27] 銘柄符号 9341「映画観覧料」）[28]
- 入場者数 1億8574万人[29]
- 興行収入 1171億700万円[29]

| 配給会社 | 配給本数 | 配給本数 | 配給本数 | 年間配給収入 (単位：百万円) | 概要 |
| 配給会社 | 新作     | 再映     | 洋画     | 前年対比                    | 概要 |
| -------- | -------- | -------- | -------- | --------------------------- | --- |
| 松竹     | 31       | 31       | 31       | 4,980                       | 年間配給収入が大幅増になった理由は、(1)主力の『男はつらいよ 私の寅さん』と『男はつらいよ 寅次郎恋やつれ』の安定したヒット、(2)作品の内容も良く、〔邦画界の〕秋の話題を独占した『砂の器』（橋本プロダクションと提携）のヒット（7.0億円）が挙げられる。『愛と誠』は劇画人気と西城秀樹人気の相乗効果でヒット。香港映画『怒れ!タイガー』は空手ブームに便乗し稼いだ。逆に、1本立ての『流れの譜』、『狼よ落日を斬れ』は失敗。 |
| 松竹     | 22       | 5        | 4        | 126.2%                      | 年間配給収入が大幅増になった理由は、(1)主力の『男はつらいよ 私の寅さん』と『男はつらいよ 寅次郎恋やつれ』の安定したヒット、(2)作品の内容も良く、〔邦画界の〕秋の話題を独占した『砂の器』（橋本プロダクションと提携）のヒット（7.0億円）が挙げられる。『愛と誠』は劇画人気と西城秀樹人気の相乗効果でヒット。香港映画『怒れ!タイガー』は空手ブームに便乗し稼いだ。逆に、1本立ての『流れの譜』、『狼よ落日を斬れ』は失敗。 |
| 東宝     | 38       | 38       | 38       | 6,039                       | SF大作『日本沈没』が記録的な配給収入（16.4億円）をあげ、同じく大作『ノストラダムスの大予言』（8.8億円）もロング興行となった。『華麗なる一族』（4.2億円）は先行ロードショー成功、一般番線も上々の成績だった。東宝チャンピオンまつりは安定した成績。『モスクワわが愛』/『青春の蹉跌』の青春映画2本立ては好稼動。東宝は大作に強く、普通作が弱い傾向。                                                                      |
| 東宝     | 35       | 2        | 1        | 130.3%                      | SF大作『日本沈没』が記録的な配給収入（16.4億円）をあげ、同じく大作『ノストラダムスの大予言』（8.8億円）もロング興行となった。『華麗なる一族』（4.2億円）は先行ロードショー成功、一般番線も上々の成績だった。東宝チャンピオンまつりは安定した成績。『モスクワわが愛』/『青春の蹉跌』の青春映画2本立ては好稼動。東宝は大作に強く、普通作が弱い傾向。                                                                      |
| 東映     | 61       | 61       | 61       | 8,326                       | 任侠映画の鶴田浩二・高倉健から実録路線の菅原文太・松方弘樹へスターの台頭・交替の年となった。イメージ・チェンジをした高倉健の『ゴルゴ13』（4.0億円）は成功。実録の『仁義なき戦い 頂上作戦』（3.0億円）も成功。11月に山口組金脈調査のため、兵庫県警の捜査が東映本社などに入り、目玉商品だった「山口組三代目」シリーズの製作が打切りとなった。                                                                             |
| 東映     | 57       | 2        | 2        | 112.7%                      | 任侠映画の鶴田浩二・高倉健から実録路線の菅原文太・松方弘樹へスターの台頭・交替の年となった。イメージ・チェンジをした高倉健の『ゴルゴ13』（4.0億円）は成功。実録の『仁義なき戦い 頂上作戦』（3.0億円）も成功。11月に山口組金脈調査のため、兵庫県警の捜査が東映本社などに入り、目玉商品だった「山口組三代目」シリーズの製作が打切りとなった。                                                                             |
| 日活     | 70       | 70       | 70       | 2,124                       | ロマンポルノ路線に新青春路線『赤ちょうちん』・『妹』・『バージンブルース』・『炎の肖像』を加えて配給収入の向上を狙ったが、話題ほどには収益は上がらなかった。10日間の構成から2週間番組へと基本線を変更することで、前年より29本配給作品減。テレビ放映権や梅田日活などの劇場売却を行ったが、累積赤字は減らず65億円となった。                                                                                               |
| 日活     | 52       | 13       | 5        | 110.2%                      | ロマンポルノ路線に新青春路線『赤ちょうちん』・『妹』・『バージンブルース』・『炎の肖像』を加えて配給収入の向上を狙ったが、話題ほどには収益は上がらなかった。10日間の構成から2週間番組へと基本線を変更することで、前年より29本配給作品減。テレビ放映権や梅田日活などの劇場売却を行ったが、累積赤字は減らず65億円となった。                                                                                               |

年間配給収入の出典: 東宝 編『東宝75年のあゆみ 1932 - 2007 資料編』（PDF）東宝、2010年4月、48頁。
上記以外の出典:「1974年度日本映画/外国映画業界総決算」『キネマ旬報』1975年（昭和50年）2月下旬号、キネマ旬報社、1975年、104 - 117頁。

## 各国ランキング

### 日本配給収入ランキング
| 順位 | 題名                                         | 製作国                            | 配給                 | 配給収入     |
| ---- | -------------------------------------------- | --------------------------------- | -------------------- | ------------ |
| 1    | エクソシスト                                 | アメリカ合衆国の旗                | ワーナー・ブラザース | 27億3200万円 |
| 2    | 燃えよドラゴン                               | アメリカ合衆国の旗 · 香港の旗     | ワーナー・ブラザース | 16億4200万円 |
| 3    | 日本沈没 グアム島珍道中                      | 日本の旗                          | 東宝                 | 16億4000万円 |
| 4    | パピヨン                                     | アメリカ合衆国の旗 · フランスの旗 | 東和                 | 13億0000万円 |
| 5    | ノストラダムスの大予言 ルパン三世 念力珍作戦 | 日本の旗                          | 東宝                 | 08億8300万円 |
| 6    | 砂の器                                       | 日本の旗                          | 松竹                 | 07億0000万円 |
| 7    | ドラゴン怒りの鉄拳                           | 香港の旗                          | 東和                 | 06億0000万円 |
| 7    | ドラゴン危機一発                             | 香港の旗                          | 東和                 | 06億0000万円 |
| 9    | スティング                                   | アメリカ合衆国の旗                | ユニバーサル映画 CIC | 05億6000万円 |
| 9    | ダーティハリー2                              | アメリカ合衆国の旗                | ワーナー・ブラザース | 05億6000万円 |

併映作に関する出典:「1974年度日本映画/外国映画業界総決算」『キネマ旬報』1975年（昭和50年）2月下旬号、キネマ旬報社、1975年、108頁。
上記以外の出典:『キネマ旬報ベスト・テン85回全史 1924-2011』キネマ旬報社〈キネマ旬報ムック〉、2012年5月、322頁。ISBN 978-4873767550。
| 順位 | 題名                                           | 配給 | 配給収入     |
| ---- | ---------------------------------------------- | ---- | ------------ |
| 1    | 日本沈没 / グアム島珍道中                      | 東宝 | 16億4000万円 |
| 2    | ノストラダムスの大予言 / ルパン三世 念力珍作戦 | 東宝 | 08億8300万円 |
| 3    | 砂の器                                         | 松竹 | 07億0000万円 |
| 4    | 華麗なる一族                                   | 東宝 | 04億2000万円 |
| 5    | 三代目襲名 / 直撃! 地獄拳                      | 東映 | 04億1700万円 |
| 6    | 山口組外伝 九州進攻作戦 / 殺人拳2              | 東映 | 04億0500万円 |
| 7    | ゴルゴ13 / 女囚さそり 701号怨み節              | 東映 | 04億0400万円 |
| 8    | 仁義なき戦い 完結篇 / 極悪拳法                 | 東映 | 03億7100万円 |
| 9    | あゝ決戦航空隊                                 | 東映 | 03億3800万円 |
| 10   | 仁義なき戦い 頂上作戦 / 女番長 タイマン勝負    | 東映 | 03億0300万円 |

併映作に関する出典:「1974年度日本映画/外国映画業界総決算」『キネマ旬報』1975年（昭和50年）2月下旬号、キネマ旬報社、1975年、108頁。
上記以外の出典:『キネマ旬報ベスト・テン85回全史 1924-2011』キネマ旬報社〈キネマ旬報ムック〉、2012年5月、322頁。ISBN 978-4873767550。
| 順位 | 題名               | 製作国                                     | 配給                 | 配給収入     |
| ---- | ------------------ | ------------------------------------------ | -------------------- | ------------ |
| 1    | エクソシスト       | アメリカ合衆国の旗                         | ワーナー・ブラザース | 27億3200万円 |
| 2    | 燃えよドラゴン     | アメリカ合衆国の旗 · 香港の旗              | ワーナー・ブラザース | 16億4200万円 |
| 3    | パピヨン           | アメリカ合衆国の旗 · フランスの旗          | 東和                 | 13億0000万円 |
| 4    | ドラゴン怒りの鉄拳 | 香港の旗                                   | 東和                 | 06億0000万円 |
| 4    | ドラゴン危機一発   | 香港の旗                                   | 東和                 | 06億0000万円 |
| 6    | スティング         | アメリカ合衆国の旗                         | ユニバーサル映画 CIC | 05億6000万円 |
| 6    | ダーティハリー2    | アメリカ合衆国の旗                         | ワーナー・ブラザース | 05億6000万円 |
| 8    | アマゾネス         | イタリアの旗 · フランスの旗 · スペインの旗 | 日本ヘラルド         | 04億1000万円 |
| 9    | シンジケート       | アメリカ合衆国の旗                         | 東和                 | 03億5000万円 |
| 10   | 華麗なるギャツビー | アメリカ合衆国の旗                         | パラマウント映画 CIC | 03億3000万円 |

出典:『キネマ旬報ベスト・テン85回全史 1924-2011』キネマ旬報社〈キネマ旬報ムック〉、2012年5月、322頁。ISBN 978-4873767550。

### 北米興行収入ランキング
| 順位 | 題名                                   | スタジオ                              | 興行収入     | 出典   |
| ---- | -------------------------------------- | ------------------------------------- | ------------ | ------ |
| 1.   | ブレージングサドル                     | ワーナー・ブラザース                  | $119,500,000 | [ 39 ] |
| 2.   | タワーリング・インフェルノ             | 20世紀フォックス ワーナー・ブラザース | $116,000,000 | [ 40 ] |
| 3.   | ザ・トライアル・オブ・ビリー・ジャック | ワーナー・ブラザース                  | $89,000,000  | [ 41 ] |
| 4.   | ヤング・フランケンシュタイン           | 20世紀フォックス                      | $86,273,333  | [ 42 ] |
| 5.   | 大地震                                 | ユニバーサル映画                      | $79,666,653  | [ 43 ] |
| 6.   | ゴッドファーザー PART II               | パラマウント映画                      | $47,542,841  | [ 44 ] |
| 7.   | エアポート'75                          | ユニバーサル映画                      | $47,285,152  | [ 45 ] |
| 8.   | The Life and Times of Grizzly Adams    | Sunn Classic Pictures                 | $45,411,063  | [ 46 ] |
| 9.   | ロンゲスト・ヤード                     | パラマウント映画                      | $43,008,075  | [ 47 ] |
| 10.  | ベンジー                               | Mulberry Square Releasing             | $39,552,000  | [ 48 ] |

## 日本公開映画
1974年の日本公開映画を参照。

## 受賞
- 第47回アカデミー賞
  - 作品賞 - 『ゴッドファーザー PART II』
  - 監督賞 - フランシス・フォード・コッポラ（『ゴッドファーザー PART II』）
  - 主演男優賞 - アート・カーニー（『ハリーとトント』）
  - 主演女優賞 - エレン・バースティン（『アリスの恋』）

- 第32回ゴールデングローブ賞
  - 作品賞 (ドラマ部門) - 『チャイナタウン』、『ゴッドファーザー PART II』
  - 主演女優賞 (ドラマ部門) - エレン・バースティン（『アリスの恋』）、ジーナ・ローランズ（『こわれゆく女』）
  - 主演男優賞 (ドラマ部門) - ジャック・ニコルソン（『チャイナタウン』）
  - 作品賞 (ミュージカル・コメディ部門) - 『ロンゲスト・ヤード』
  - 主演女優賞 (ミュージカル・コメディ部門) - ラクエル・ウェルチ（『三銃士』）
  - 主演男優賞 (ミュージカル・コメディ部門) - アート・カーニー（『ハリーとトント』）
  - 監督賞 - ロマン・ポランスキー（『チャイナタウン』）

- 第40回ニューヨーク映画批評家協会賞 - 『フェリーニのアマルコルド』

- 第27回カンヌ国際映画祭
  - グランプリ - 『カンバセーション…盗聴…』（フランシス・フォード・コッポラ）
  - 男優賞 - ジャック・ニコルソン（『さらば冬のかもめ』）
  - 女優賞 - マリー＝ジョゼ・ナット（『LES VIOLONS DU BAL』）

- 第24回ベルリン国際映画祭
  - 金熊賞 - 『The Apprenticeship of Duddy Kravitz』 (テッド・コッチェフ)

- 第48回キネマ旬報ベスト・テン
  - 外国映画第1位 - 『フェリーニのアマルコルド』
  - 日本映画第1位 - 『サンダカン八番娼館 望郷』

- 第29回毎日映画コンクール
  - 日本映画大賞 - 『砂の器』

- 第29回文化庁芸術祭大賞
  - 映画部門（日本記録映画） - 『岡倉天心のこころ -文化の伝承と創造-』[49]
  - 映画部門（外国映画） - 『映画に愛をこめて アメリカの夜』[50][51]

## 誕生
- 1月7日 - 高橋由美子、日本の女優
- 1月18日 - 荒川良々、日本の俳優
- 2月6日 - 吉野裕行、日本の声優
- 2月25日 - 森久保祥太郎、日本の声優
- 2月26日 - 山崎樹範、日本の俳優
- 3月13日 - 戸田菜穂、日本の女優
- 3月26日 - 後藤久美子、日本の女優
- 4月27日 - 原千晶、日本の女優
- 4月28日 - ペネロペ・クルス、スペインの女優
- 5月21日 - フェアルザ・バルク、アメリカの女優
- 6月13日 - 櫻井孝宏、日本の声優
- 6月18日 - 細川直美、日本の女優
- 6月28日 - 水野美紀、日本の女優
- 7月19日 - 菊池麻衣子、日本の女優
- 9月12日 - 鈴村健一、日本の声優
- 9月15日 - 井浦新、日本の俳優
- 9月23日 - 井上晴美、日本の女優
- 10月11日 - ケイン・コスギ、アメリカ・日本の俳優
- 10月18日 - 金子昇、日本の俳優
- 11月9日 - 加瀬亮、日本の俳優
- 11月11日 - レオナルド・ディカプリオ、アメリカの俳優
- 11月24日 - 山本太郎、日本の俳優・政治家
- 12月7日 - いしだ壱成、日本の俳優
- 12月17日 - 白石和彌、日本の映画監督
- 12月27日 - 折笠富美子、日本の声優

## 死去
| 日付 | 日付 | 名前                       | 国籍                                  | 年齢 | 職業                                             |
| 1月  | 15日 | C・O・スライフィールド     | アメリカ合衆国の旗                    | 75   | 音響監督                                         |
| 1月  | 31日 | サミュエル・ゴールドウィン | アメリカ合衆国の旗                    | 94   | プロデューサー                                   |
| 2月  | 11日 | アンナ・Q・ニルソン        | スウェーデンの旗 · アメリカ合衆国の旗 | 85   | 女優                                             |
| 3月  | 28日 | フランソワーズ・ロゼー     | フランスの旗                          | 82   | 女優                                             |
| 4月  | 18日 | マルセル・パニョル         | フランスの旗                          | 79   | 作家・映画監督                                   |
| 4月  | 24日 | バッド・アボット           | アメリカ合衆国の旗                    | 78   | 俳優・コメディアン                               |
| 4月  | 30日 | アグネス・ムーアヘッド     | アメリカ合衆国の旗                    | 73   | 女優                                             |
| 5月  | 10日 | 坂本武                     | 日本の旗                              | 74   | 俳優                                             |
| 5月  | 25日 | ドナルド・クリスプ         | アメリカ合衆国の旗                    | 91   | 俳優                                             |
| 7月  | 6日  | 米本卯吉                   | 日本の旗                              | 87   | 学校法人日本体育会理事長、元・東宝代表取締役社長 |
| 7月  | 25日 | 花菱アチャコ               | 日本の旗                              | 77   | 漫才師・俳優                                     |
| 8月  | 12日 | 松岡辰郎                   | 日本の旗                              | 69   | 東宝代表取締役社長                               |
| 9月  | 3日  | オルガ・バクラノヴァ       | ロシアの旗                            | 78   | 女優                                             |
| 9月  | 21日 | 山本嘉次郎                 | 日本の旗                              | 72   | 映画監督・俳優                                   |
| 9月  | 21日 | ウォルター・ブレナン       | アメリカ合衆国の旗                    | 80   | 俳優                                             |
| 10月 | 13日 | エド・サリヴァン           | アメリカ合衆国の旗                    | 73   | テレビ司会者                                     |
| 11月 | 13日 | ヴィットリオ・デ・シーカ   | イタリアの旗                          | 73   | 映画監督・俳優                                   |
| 11月 | 26日 | 沢村国太郎                 | 日本の旗                              | 69   | 俳優                                             |
| 12月 | 5日  | ピエトロ・ジェルミ         | イタリアの旗                          | 60   | 映画監督・脚本家・俳優                           |
| 12月 | 15日 | アナトール・リトヴァク     | ロシアの旗                            | 72   | 映画監督                                         |
| 12月 | 26日 | ジャック・ベニー           | アメリカ合衆国の旗                    | 80   | コメディアン・俳優                               |